# Alessandro Natta
Alessandro Natta (Imperia, 7 gennaio 1918 – Imperia, 23 maggio 2001) è stato un politico italiano.
Deputato per dieci legislature consecutive, è divenuto segretario del Partito Comunista Italiano subito dopo la morte del suo storico segretario Enrico Berlinguer avvenuta nel 1984, rimanendovi in carica fino al 1988.

## Biografia
"Illuminista, giacobino e comunista" per sua stessa definizione, nacque ad Oneglia, sobborgo del comune di Imperia, sestogenito di una famiglia borghese di commercianti, di tradizioni cattoliche e socialiste (un suo cugino fu Mario Jsmaele Castellano, arcivescovo di Siena). Conseguita la maturità classica, si iscrisse dapprima a Lettere per poi frequentare la Scuola Normale Superiore di Pisa insieme al futuro Presidente della Repubblica Italiana Carlo Azeglio Ciampi, laureandosi nel 1940 a pieni voti. Proprio a Pisa ebbe inizio la sua militanza antifascista, sotto l'influsso - più che del comunismo - della cultura liberal-socialista di Calogero e Capitini. Fu membro dei Gruppi Universitari Fascisti (GUF) di Pisa e scrisse alcuni articoletti culturali nella rivista Il Campano, edita da questo movimento fino al 1943.
Durante la seconda guerra mondiale venne inviato in Grecia, nel Dodecaneso italiano, e nel caos dell'8 settembre 1943, partecipò a Rodi alla difesa dell'aeroporto di Gadurrà attaccato dai tedeschi. Imprigionato, rifiutò di collaborare con tedeschi e repubblichini e subì l'internamento in un campo di prigionia nella stessa Rodi. Fu poi trasferito a Lero sul piroscafo Oria, che poi, durante un altro trasferimento di internati militari italiani il 12 febbraio 1944 subì uno dei più sanguinosi naufragi del Mediterraneo. Natta, pur non coinvolto direttamente, nel suo libro "L'altra resistenza" ci lascia una testimonianza sconvolgente delle condizioni in cui avvenivano questi trasporti.

### Ingresso nel PCI

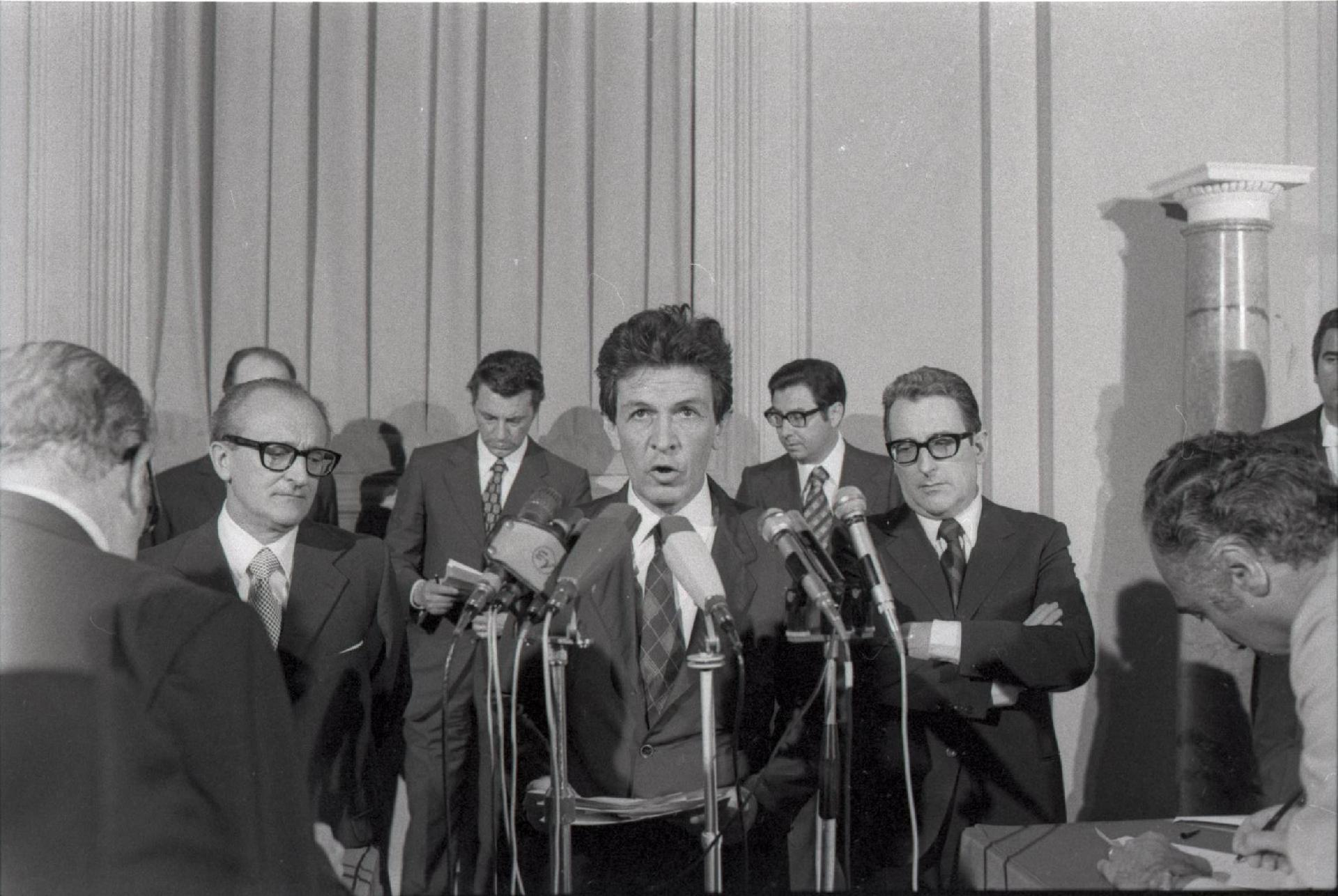
Natta (a sinistra) con Enrico Berlinguer ed Edoardo Perna durante le consultazioni al Quirinale del 1973.

Natta rientra in Italia solo nell'agosto del 1945 e successivamente racconterà queste vicende, sue e degli altri internati italiani nei lager tedeschi, nel volume autobiografico L'altra Resistenza. Iscrittosi nello stesso anno al Partito Comunista Italiano di Imperia, vi si dedica a tempo pieno. Un impegno che lo vedrà successivamente consigliere comunale, segretario di federazione e infine tra i protagonisti della vita del partito entrando a fare parte dei massimi organismi assieme a Luigi Longo. Eletto deputato con il Fronte Democratico Popolare alle elezioni politiche del 1948, sarà riconfermato per dieci legislature consecutive.
Stretto assertore della "via italiana al socialismo", sarà vicino a Enrico Berlinguer fino a entrare nell'ufficio di segreteria. Nel 1966, insieme a Donato Scutari, partecipa a Sofia, in Bulgaria, alla Conferenza di tutti i dirigenti e Segretari dei Partiti comunisti del mondo, dove riesce a fare passare la linea di non scomunicare il Partito Comunista Cinese. Nel 1969 fu lui a tenere la relazione per l'espulsione del gruppo di il manifesto.

### Segretario generale del partito comunista

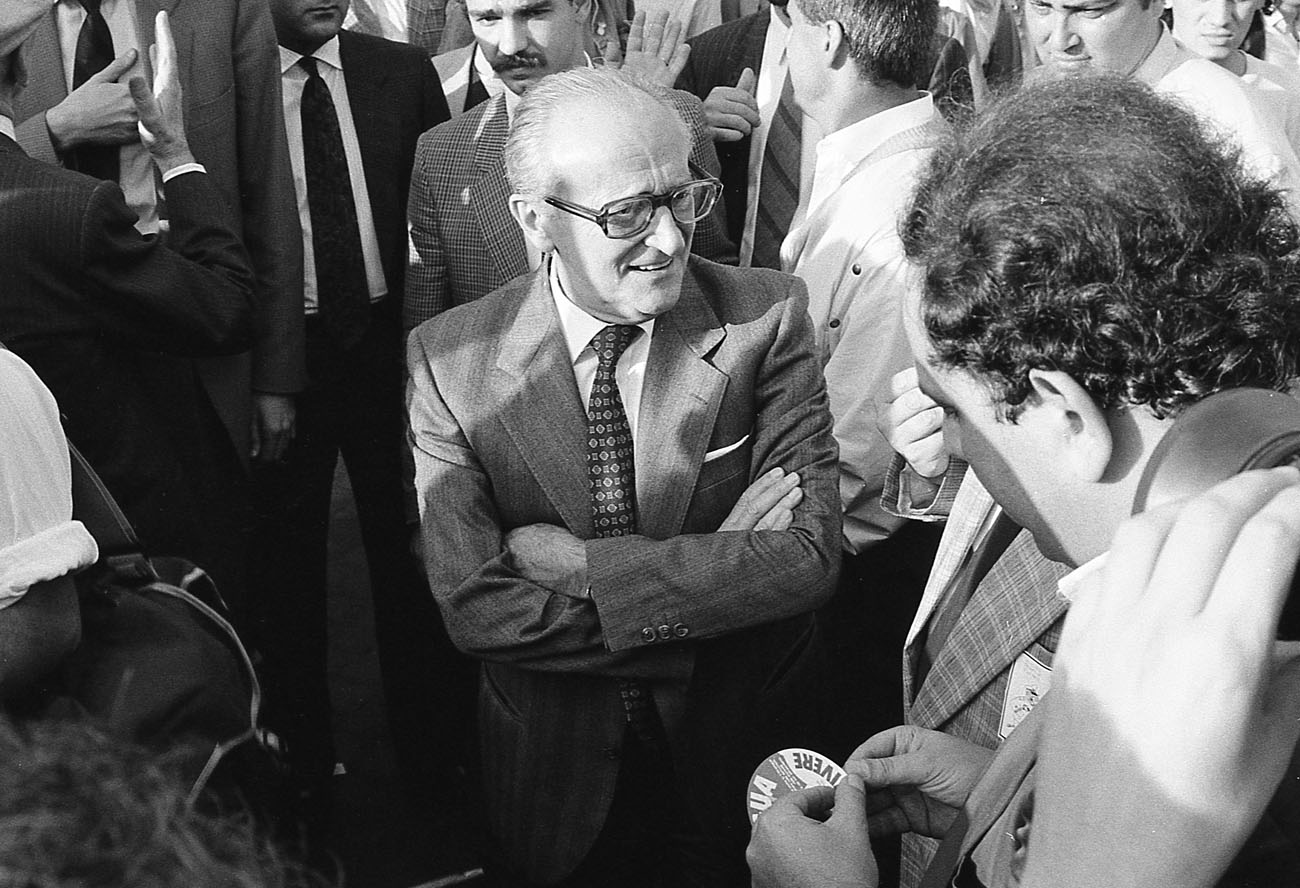
Natta alla manifestazione del PCI a piazza del Popolo a Roma contro la flotta USA in Oman il 17 ottobre 1987.

Il 26 giugno 1984, scomparso prematuramente Berlinguer, Natta diventa nuovo Segretario generale del PCI e, pur nella continuità con il predecessore, cercherà di stemperare i toni della polemica apertasi con il PCUS moscovita. Sarà addirittura protagonista di un viaggio nella capitale dell'allora Unione Sovietica organizzato da Armando Cossutta, che genererà furiose polemiche all'interno del partito.
Al congresso di Firenze del 1986 viene confermato segretario. Guida il partito alle elezioni politiche del 1987 con un programma denominato "Alternativa democratica", ma il risultato delle urne non è favorevole al PCI. Il 30 aprile 1988 è colpito da un infarto mentre partecipa a un evento politico a Gubbio. Dopo le sue dimissioni, il 21 giugno, la carica passa ad Achille Occhetto, esponente della generazione dei "cinquantenni" con i quali il Partito Comunista Italiano concluderà la propria vicenda storica. Riguardo al modo in cui Occhetto venne decretato segretario, Natta espresse alcune critiche contenute in una lettera che egli stesso inviò ai membri del Partito, nella quale denunciava un comportamento non leale nei suoi confronti.

### Gli ultimi anni
Natta è con il "Fronte del no", insieme a Cossutta, quando Occhetto propone - nella storica svolta della Bolognina - il cambio del nome: egli è firmatario, con Aldo Tortorella e Pietro Ingrao, della mozione 2, che si propone di rinnovare la cultura politica del partito senza abbandonare il marxismo.
Quando sulle ceneri del PCI nasce il Partito Democratico della Sinistra Natta non vi rimane, ma non aderisce nemmeno al Partito della Rifondazione Comunista, non ravvisando grosse prospettive nella nuova formazione politica creata da Cossutta, Sergio Garavini, Lucio Libertini e altri. Nel 1991 abbandona formalmente la politica attiva con una lettera al quotidiano la Repubblica nella quale, oltre a esprimere sfiducia verso tutta la classe politica del paese, respinge il progetto di repubblica presidenziale perseguito in quegli anni da Bettino Craxi. Contestualmente Natta lascia anche il seggio alla Camera.
Nel 1996 esprime la sua soddisfazione per l'ingresso (con il primo Governo Prodi) di PDS e Rifondazione Comunista nell'area di governo, mentre criticherà la scelta di Fausto Bertinotti, segretario del PRC, di togliergli la fiducia nel 1998.
Il 23 maggio 2001 muore a Imperia, sua città natale.
Il 18 gennaio 2009, in occasione del novantunesimo anniversario dalla sua nascita, la città di Imperia gli ha dedicato alla memoria il molo lungo di Oneglia, dove Natta amava passeggiare dopo essersi ritirato a vita privata. Inaugurato sempre alla sua memoria, un altorilievo bronzeo opera dello scultore Riccardo Cordero.

### Ateismo
L'ateismo di Alessandro Natta è documentalmente provato da più fonti. Tra queste si ricordano il libro I tre tempi del Presente, Edizioni Paoline, 13 marzo 1989, scritto a quattro mani con il vaticanista del quotidiano l'Unità' Alceste Santini; il libro Alessandro Natta il semplice frate di Daniele La Corte, Privitera editore, pg.201. Questo volume è stato presentato lunedì 3 dicembre 2001 presso la sede dell'Ordine dei Giornalisti, a Genova.
Il quotidiano PISANotizie, il 26 maggio 2012, a cura di Mauro Stampacchia, dedica ampio spazio all'evento culturale Alessandro Natta, un normalista, tenutosi nella sala Azzurra della Scuola Normale Superiore di Pisa dove, per l'occasione, è stata presentata anche l'edizione dei discorsi parlamentari del segretario del PCI dopo la morte di Berlinguer. In tale contesto l'ateismo di Natta è stato rimarcato, tra gli altri intellettuali del PCI, dal dirigente Aldo Tortorella.

## Opere
- Le ore di Yalta, Roma, Editori Riuniti, 1970.
- Le radici della nostra libertà. Il patrimonio della Resistenza e lo sviluppo della democrazia. Discorso pronunciato per il 40º della liberazione, Milano, 13 aprile 1985, Roma, Dipartimento stampa, propaganda e informazione del PCI, 1985.
- Togliatti in Parlamento, Roma, Editori Riuniti, 1988. ISBN 88-359-3200-9.
- I tre tempi del presente. Intervista di Alceste Santini, Cinisello Balsamo, Edizioni Paoline, 1989. ISBN 88-215-1709-8.
- L'altra Resistenza. I militari italiani internati in Germania, Torino, Einaudi, 1997. ISBN 88-06-14314-X.
- Anch'io in Arcadia, Imperia, Centro Editoriale Imperiese, 1998.
- Serrati. Vita e lettere di un rivoluzionario, Roma, Editori Riuniti, 2001. ISBN 88-359-5095-3.
- Discorsi parlamentari (1948-1988), 2 voll., Roma, Camera dei Deputati, 2011.